# Commodity Futures Trading Commission
De Commodity Futures Trading Commission, ook wel afgekort als CFTC, is de Amerikaanse toezichthouder op de Amerikaanse derivatenmarkten, waaronder futures, swaps. De missie is om de integriteit, veerkracht en levendigheid van de binnenlandse derivatenmarkten te bevorderen door middel van goede regelgeving en toezicht. Het hoofdkantoor is in Washington.

## Geschiedenis
Al vanaf omstreeks 1850 worden in de Verenigde Staten termijncontracten voor landbouwproducten verhandeld. Op 3 april 1948 werd de Chicago Board of Trade (CBOT) opgericht en de handel startte bijna direct. Vanaf 1922 valt deze handel onder federaal toezicht. De Grain Futures Act legde de basisbevoegdheid vast en deze wet werd opgevolgd door de Commodity Exchange Act van 1936 (CEA). Deze laatste wet verbrede het toezicht, niet langer werd gesproken over granen, maar over grondstoffen.
Vanaf de jaren 1970 is sprake van een sterke uitbreiding van de handel in futures. Naast agrarische grondstoffen als onderliggende waarden, kwamen daar metalen bij, zoals goud, zilver en koper, en energieproducten. Rond de eeuwwisseling werden financiële instrumenten, waaronder rente, buitenlandse valuta en obligaties toegevoegd aan het toezicht van de CFTC. Na de kredietcrisis van 2008 vallen ook de over-the-countertransacties onder het toezicht van de CFTC. De meeste recente aanvulling is cryptogeld.
Het Amerikaanse Congres creëerde de CFTC in 1974 als een onafhankelijke federale regelgevende instantie. Op basis van de Commodity Futures Trading Commission Act van 1974 werd het CFTC opgericht, en verving hiermee de Commodity Exchange Authority van het Amerikaanse ministerie van Landbouw. In 1980 waren landbouwproducten het meest verhandelde product op de futuresmarkten, maar in 2024 was dit aandeel nagenoeg nihil en waren futures op financiële producten dominant.
De CFTC houdt toezicht op de derivatenmarkten door hun concurrentiekracht en efficiëntie te bevorderen, hun integriteit te waarborgen, marktdeelnemers te beschermen tegen manipulatie, misbruik van handelspraktijken, fraude en de financiële integriteit van het clearingproces te waarborgen.
Het mandaat van de CFTC werd in december 2000 uitgebreid toen het Congres de Commodity Futures Modernization Act van 2000 aannam. In deze wet kregen de Securities and Exchange Commission (SEC) en de CFTC de taak een gezamenlijk toezichtstelsel te ontwikkelen voor futures op individuele aandelen.
In 2010 breidde de Dodd-Frank Wall Street Reform and Consumer Protection Act de toezichthoudende bevoegdheid van de CFTC uit naar de swapmarkten.
In maart 2014 zag CFTC ook een taak om toezicht te houden op de handel in bitcoin. In 2015 oordeelde de CFTC dat cryptogeld voor handelsdoeleinden onder de CEA definitie van grondstoffen valt.

## Organisatie
Het hoofdkantoor van de CFTC staat in Washington en verder zijn er regionale kantoren in Chicago, New York en Kansas City. 
De commissie bestaat uit vijf commissarissen die door de president van de Verenigde Staten worden benoemd voor een termijn van vijf jaar. De commissarissen mogen in principe aanblijven totdat hun opvolger is bevestigd. De president wijst, met toestemming van de Senaat van de Verenigde Staten, een van de commissarissen aan als voorzitter. Tot slot mogen op elk moment niet meer dan drie commissarissen van dezelfde politieke partij zijn.
Naast het opstellen van regels, is de CFTC ook verantwoordelijk voor het toezicht op markten en marktpartijen. De Division of Enforcement (DOE) onderzoekt en vervolgt vermeende schendingen van de wet en regels. De DOE kan zaken aanspannen bij rechtbanken. Zaken die onder het strafrecht vallen, worden overgedragen aan het ministerie van Justitie voor vervolging.
Het CFTC heeft een budget van US$ 365 miljoen voor het fiscale jaar 2025. Een fiscaal jaar loopt tot 1 oktober tot en met 30 september. De organisatie heeft geen eigen inkomsten, in tegenstelling tot de SEC en de Federal Reserve, en krijgt alleen geld van de federale overheid. Bij een government shutdown ligt dan ook het toezicht stil.
In 2024 werd de handel op de Amerikaanse derivatenmarkten getaxeerd op US$ 350 biljoen, waarvan US$ 29 biljoen in futures en US$ 315 biljoen in swaps. In het fiscale jaar 2024 telde de CFTC 708 voltijdsmedewerkers.